# 작은뿔표문쥐치
작은뿔표문쥐치(Naso annulatus)는 양쥐돔목 양쥐돔과에 속하는 어류이다. 몸길이는 1m를 상회하여 양쥐돔과의 어류에서도 대형인 물고기에 속한다.

## 특징과 먹이
작은뿔표문쥐치는 이름엔 작은뿔이 들어가지만 이름과는 다르게 뿔의 모양에 돌기가 매우 크게 돌출이 되어 있으며 몸이 아름다운 푸른색을 하고 있는 물고기이다. 지느러미도 대체적으로 푸른색이지만 꼬리지느러미는 흰색의 여백으로 둘러싸인 검은색을 띄고 있으며 꼬리지느러미가 초승달의 모양이 아닌 삼각형의 모양으로 뭉특하다. 눈은 돌기와 매우 가까이 붙어 있는 것도 작은뿔표문쥐치의 특징이다. 먹이로는 새우와 같은 갑각류와 바다의 식물인 해조류를 모두 먹는 잡식성의 어류이며 푸른색의 아름다움이 있어 바닷물고기 중에서 관상어로도 길러지고 아쿠아리움에서도 만날 수가 있는 물고기이다.

## 서식지
작은뿔표문쥐치의 주요한 서식지는 인도양과 태평양의 전역이며 산호초나 해조류가 우거진 암초지대에서 주로 서식하는 표해수대의 어류이다.

## 같이 보기
- 양쥐돔목
- 양쥐돔과